# Bad Times at the El Royale
Bad Times at the El Royale är en amerikansk thrillerfilm, som hade biopremiär i USA den 12 oktober 2018, samt i Sverige den 19 oktober samma år (veckan därpå). Filmen är regisserad av Drew Goddard, som även har valt att agera som manusförfattare och producent för hela filmen. Rollistan i filmen består av skådespelare som Jeff Bridges, Cynthia Erivo, Dakota Johnson, Jon Hamm, Cailee Spaeny, Lewis Pullman, och Chris Hemsworth.

## Handling
Filmens handling utspelar sig på ett nergånget hotell vid namn The El Royale, beläget på gränsen mellan Kalifornien och Nevada (Tahoesjön). Där ska snart sju okända främlingar, som alla bär på varsin mörk hemlighet, komma att träffas, och få sin chans till försoning.

## Rollista
| Jeff Bridges       | – Fader Daniel Flynn / Dock O'Kelly           |
| Cynthia Erivo      | – Darlene Sweet                               |
| Dakota Johnson     | – Emily Summerspring                          |
| Jon Hamm           | – Laramie Seymour Sullivan / Dwight Broadbeck |
| Cailee Spaeny      | – Rose Summerspring                           |
| Lewis Pullman      | – Miles Miller                                |
| Chris Hemsworth    | – Billy Lee                                   |
| Nick Offerman      | – Felix O'Kelly                               |
| Xavier Dolan       | – Buddy Sunday                                |
| Shea Whigham       | – Dr. Woodbury Laurence                       |
| Mark O'Brien       | – Larsen Rogers                               |
| Charles Halford    | – Sammy Wilds                                 |
| Jim O'Heir         | – Milton Wyrick                               |
| Stephen Stanton    | – J. Edgar Hoover (röst)                      |
| Rebecca Toolan     | – Helen Gandy                                 |
| Billy Wickman      | – Hutch Summerspring                          |
| William B. Davis   | – Gordon Hoffman                              |
| Manny Jacinto      | – Waring "Wade" Espiritu                      |
| Jonathan Whitesell | – Chris "Flicker" Grimes                      |
| Katharine Isabelle | – Ruth Pugh                                   |
| Sarah Smyth        | – Ginger Miller                               |